# Cyathea impolita
Cyathea impolita là một loài dương xỉ trong họ Cyatheaceae. Loài này được Rakotondr. & Janssen mô tả khoa học đầu tiên năm 2007.
Danh pháp khoa học của loài này chưa được làm sáng tỏ. 